# Доминик Силосский
Святой Доминик Силосский, Доминик из Силоса (1000—20 декабря 1073) — католический святой. День памяти — 20 декабря.
Родился в Наварре. В юности пас стада своего отца, затем начал учиться, стал священником и вступил в бенедиктинский монастырь. Его настоятель послал его в пришедший в упадок дом св. Марии де Кааб в Наварре, который Доминик привел в порядок. Возвратившись в свой монастырь Сан-Мильян-де-Коголья (Святого Мильяна  в Коголье), он стал его приором.
Король Гарсия III Наваррский изгнал его с этой должности, поскольку Доминик сопротивлялся его финансовым притязаниям. Он отправился в Кастилию, где при помощи короля Фердинанда I был принят в монастырь Сан-Себастьян-де-Силос, настоятелем которого он стал в 1041 году и быстро привел находившуюся в упадке обитель к процветанию.
Доминик Силосский умер в 1073 году. Сразу же после смерти началось его почитание как святого, монастырь же был переименован в его честь.
В Испании до 1931 года был обычай: когда рожала королева, мощи Доминика Силосского переносили во дворец и ставили около её кровати.

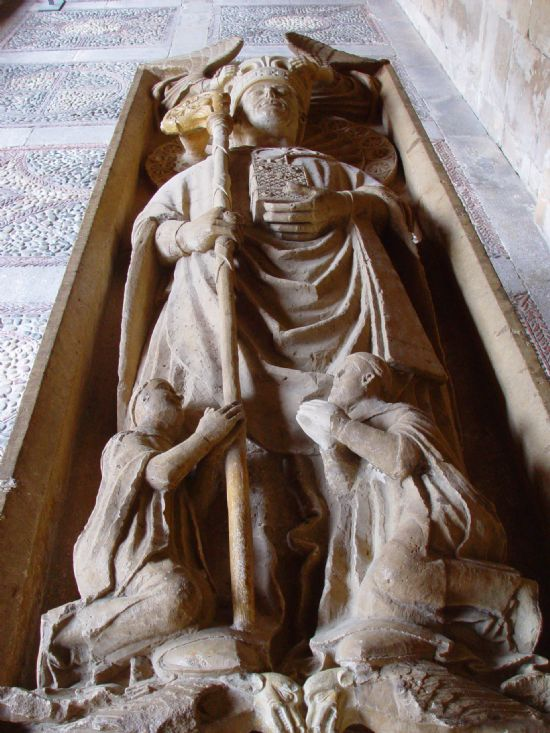
Гробница Доиника Силосского в Бургосе